# Volta a l'Algarve
La Volta a l'Algarve (en portuguès: Volta ao Algarve) és una cursa ciclista per etapes que es disputa a l'Algarve, al sud de Portugal. Entre el 2005 i el 2019 formà part del calendari de l'UCI Europa Tour. Des del 2020 forma part de l'UCI ProSeries, en la categoria 2.Pro. Belmiro Silva, amb tres victòries, és el ciclista que més vegades ha guanyat la cursa.

## Palmarès
| Any                              | Vencedor                  | Segon                     | Tercer                      |
| -------------------------------- | ------------------------- | ------------------------- | --------------------------- |
| 1960                             | José Manuel Marques       |                           |                             |
| 1961                             | António Pisco             | José Manuel Marques       | Vitor Tenazinho             |
| 1962-1976 edicions no disputades |                           |                           |                             |
| 1977                             | Belmiro Silva             | Adelino Teixeira          | João Marta                  |
| 1978                             | Joaquim Adrego Andrade    | Fernando Mendes dos Reis  | Adelino Teixeira            |
| 1979                             | Firmino Bernardino        | Joaquim Adrego Andrade    | Adelino Teixeira            |
| 1980                             | Firmino Bernardino        | Luís Vargues              | Alexandre Ruas              |
| 1981                             | Belmiro Silva             | Adelino Teixeira          | Luís Vargues                |
| 1982                             | Alexandre Ruas            | Fernando Fernandes        | Marco Chagas                |
| 1983                             | Adelino Teixeira          | Belmiro Silva             | Eduardo Correia             |
| 1984                             | Belmiro Silva             | Benedicto Ferreira        | Manuel Cunha                |
| 1985                             | Eduardo Correia           | Marco Chagas              | Belmiro Silva               |
| 1986                             | Manuel Cunha              | Marco Chagas              | António Pinto               |
| 1987                             | Manuel Cunha              | António Pinto             | Joachim Salgado             |
| 1988                             | Joaquim Gomes             | Marco Chagas              | Joachim Salgado             |
| 1989                             | Fernando Carvalho         | Marco Chagas              | Manuel Zeferino             |
| 1990                             | Fernando Carvalho         | Delmino Pereira           | Manuel Cunha                |
| 1991                             | Joaquim Adrego Andrade    | Joaquim Gomes             | Manuel Correia              |
| 1992                             | Joaquim Gomes             | Manuel Luis Abreu Campos  | Dariusz Bigos               |
| 1993                             | Cássio Freitas            | Fernando Carvalho         | Juan Carlos Martín Martínez |
| 1994                             | Vítor Manuel Gamito Gomes | Cândido Barbosa           | Federico Muñoz Fernández    |
| 1995                             | Cássio Freitas            | Remigius Lupeikis         | Joaquim Adrego Andrade      |
| 1996                             | Alberto Amaral            | Jesús Blanco Villar       | Sérgio Rodrigues            |
| 1997                             | Cândido Barbosa           | Cássio Freitas            | Luís Miguel Sarreira        |
| 1998                             | Tomáš Konečný             | Grischa Niermann          | José Luis Rebollo Aguado    |
| 1999                             | Melcior Mauri i Prat      | Cândido Barbosa           | David Plaza Romero          |
| 2000                             | Alex Zülle                | José Azevedo              | Andrei Zíntxenko            |
| 2001                             | Andrea Ferrigato          | José Azevedo              | Melcior Mauri i Prat        |
| 2002                             | Cândido Barbosa           | Alex Zülle                | George Hincapie             |
| 2003                             | Claus Michael Møller      | Víctor Hugo Peña Grisales | Pedro Cardoso               |
| 2004                             | Floyd Landis              | Víctor Hugo Peña Grisales | Pedro Cardoso               |
| 2005                             | Hugo Sabido               | Stuart O'Grady            | José Luis Rubiera Vigil     |
| 2006                             | João Cabreira             | Gert Steegmans            | Robert Gesink               |
| 2007                             | Alessandro Petacchi       | René Haselbacher          | Tomas Vaitkus               |
| 2008                             | Stijn Devolder            | Sylvain Chavanel          | Tomas Vaitkus               |
| 2009                             | Alberto Contador Velasco  | Sylvain Chavanel          | Rubén Plaza Molina          |
| 2010                             | Alberto Contador Velasco  | Luis León Sánchez Gil     | Tiago Machado               |
| 2011                             | Tony Martin               | Tejay van Garderen        | Lieuwe Westra               |
| 2012                             | Richie Porte              | Tony Martin               | Bradley Wiggins             |
| 2013                             | Tony Martin               | Michał Kwiatkowski        | Lieuwe Westra               |
| 2014                             | Michał Kwiatkowski        | Alberto Contador Velasco  | Rui Alberto Faria da Costa  |
| 2015                             | Geraint Thomas            | Michał Kwiatkowski        | Tiago Machado               |
| 2016                             | Geraint Thomas            | Ion Izagirre Insausti     | Alberto Contador Velasco    |
| 2017                             | Primož Roglič             | Michał Kwiatkowski        | Tony Gallopin               |
| 2018                             | Michał Kwiatkowski        | Geraint Thomas            | Tejay van Garderen          |
| 2019                             | Tadej Pogačar             | Søren Kragh Andersen      | Wout Poels                  |
| 2020                             | Remco Evenepoel           | Maximilian Schachmann     | Miguel Ángel López Moreno   |
| 2021                             | João Rodrigues            | Ethan Hayter              | Kasper Asgreen              |
| 2022                             | Remco Evenepoel           | Brandon McNulty           | Daniel Martínez Poveda      |
| 2023                             | Daniel Martínez Poveda    | Filippo Ganna             | Ilan Van Wilder             |
| 2024                             | Remco Evenepoel           | Daniel Martínez Poveda    | Jan Tratnik                 |
| 2025                             | Jonas Vingegaard          | João Almeida              | Laurens De Plus             |